# Karl Daniel
Karl Daniel (* 22. Februar 1905 in Jünkerath, Kreis Daun, Eifel; † 31. Juli 1977 in Köln-Porz) war ein deutscher Unternehmer.

## Leben
Daniel studierte am Polytechnikum Friedberg, der heutigen Technischen Hochschule Mittelhessen, Campus Friedberg, Maschinenbau und Elektrotechnik. Später promovierte er zum Dr. rer. pol. In den 1930er Jahren befasste er sich mit der Entwicklung eines Telefon-Anrufbeantworters, der sich jedoch wegen der restriktiven Zulassungspolitik der Reichspost nicht vermarkten ließ. Der Markenname „Tefi“ stammt aber daher; „Te“ steht für Telefon, „Fi“ für Film. 1936 gründete Karl Daniel die Tefi-Apparatebau Dr. Daniel KG. Im selben Jahr zeigte er auf einer Ausstellung sein Endlos-Schallband. 1946 bis 1949 fertigte er im Werk Porz Detektorempfänger und Radios.

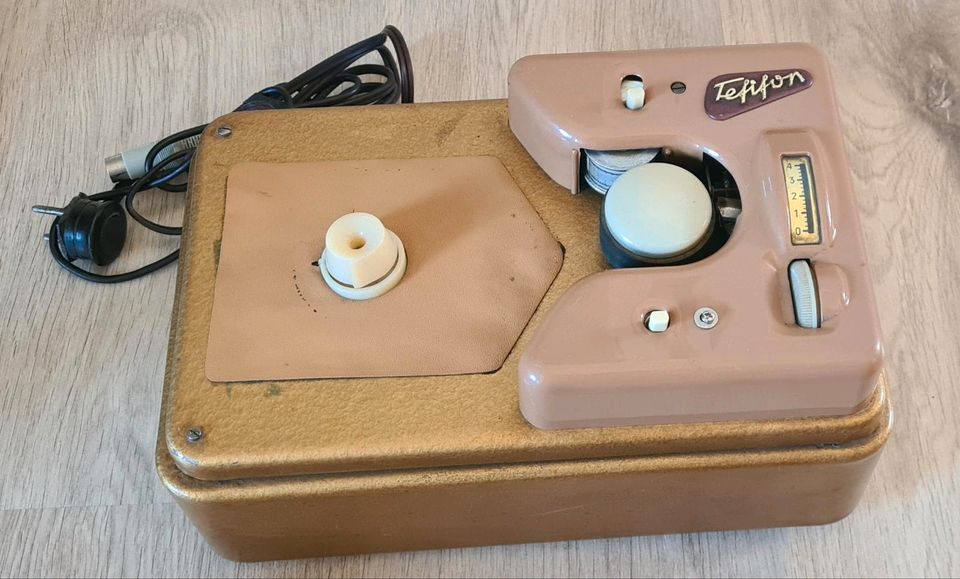
Abspielgerät Tefifon KC-1 / Ra (1956–1959)

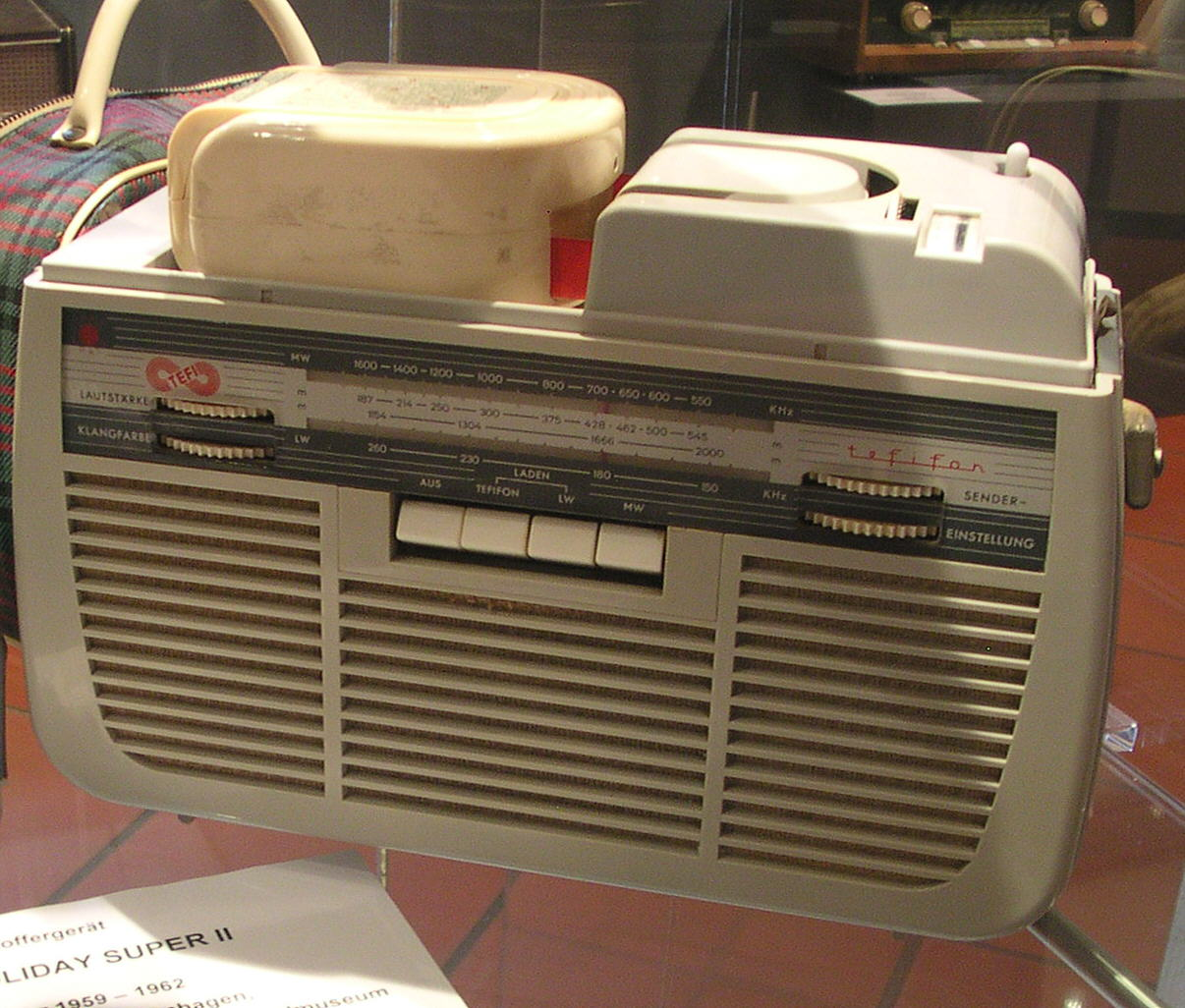
Radio mit Bandspielgerät Tefi Holiday Super II

1951 begann der Vertrieb der Tefifon-Geräte. Die Geräte wurden nicht im allgemeinen Fachhandel, sondern über spezielle Verkaufsagenturen im Direktvertrieb vermarktet. 1954 fusionierte Tefi mit der Firma Heinz Kisters, die zuvor ebenfalls einen Direktvertrieb unterhalten hatte. Durch die Fusion waren mehr als 100 Verkaufsstellen vorhanden. Bei der Firma Tefifon wurden auch Mädchen im Radio- und Fernsehtechniker-Handwerk ausgebildet. 1957 schied Karl Daniel aus dem Unternehmen aus. 1976 wurde ihm das Bundesverdienstkreuz am Bande verliehen.